# Şenes Erzik
Şenes Erzik, né le 18 septembre 1942 à Giresun en Turquie, est l'actuel 1er vice-président de l'UEFA. Il a été président de la fédération turque de football de 1989 à 1997.

## Biographie
Erzik fait ses études au Robert College d'Istanbul et sort diplômé de son école de commerce. Il travaille ensuite dans le milieu bancaire, puis auprès de l'UNICEF.
En 1977, il intègre le monde du football en devenant membre du conseil d'administration de la fédération turque de football. En 1989, il en devient le président, et occupe ce poste pendant huit ans. Après avoir passé le flambeau à Haluk Ulusoy, il se concentre sur sa position au sein de l'UEFA, où il est vice-président depuis 1994. Dans cette instance, il milite en faveur du football turc et réussit à le porter sur le devant de la scène, en étant par exemple le principal artisan de la désignation du stade olympique Atatürk pour accueillir la finale de la Ligue des champions 2005.

## Sources
1. ↑  Profil de Şenes Erzik Fifa.com